# Liste der Schiffe der United States Navy/I

## I-Im
- USS I. J. Merritt ()
- USS Ibex (, )
- USS Ibis (SP-3051, AM-134)
- USS Ice Boat ()
- USS Ice King (SP-3160)
- USS Icefish (SS-367)
- USS Ida ()
- USS Idaho (1864, BB-24, SP-545, BB-42)
- USS Idalis (SP-270)
- USS Ideal (AMc-85)
- USS Idealia ()
- USS Idylease ()
- USS Illinois (1864, BB-7, AM-71, BB-65, SSN-786)
- USS Illusive (AM-243, AM-448/MSO-448)
- USS Imbue (AM-244)
- USS Impeccable (AGOS-23, AM-320/MSF-320)
- USS Imperator (ID-4080)
- USS Impervious (AM-245, AM-449/MSO-449)
- USS Impetuous (PC-454/PYc-46)
- USS Implicit (AM-246, AM-455/MSO-455)
- USS Improve (AM-247)
- USS Impulse (PG-68)

## In
- USS Inaugural (AM-242)
- USS Inca (SP-1212)
- USS Incessant (AM-248)
- USS Inch (DE-146)
- USS Inchon (LPH-12/MCS-12)
- USS Incredible (AM-249)
- USS Independence (1775, 1777, 1814, SP-3676, CVL-22, CV-62, LCS-2)
- USS India ()
- USS Indian ()
- USS Indian Island (AKS-25, AG-77)
- USS Indiana (BB-1, 1898, BB-50, BB-58, SSN-789)
- USS Indianapolis (CA-35, SSN-697)
- USS Indianola ()
- USS Indicative (AM-250)
- USS Indien ()
- USS Indomitable (AGOS-7)
- USS Indra (ARL-36)
- USS Indus (AKN-1)
- USS Industry (AMc-86)
- USS Inflict (AM-251, AM-456/MSO-456)
- USS Ingersoll (DD-652, DD-990)
- USS Inglis ()
- USS Ingraham (DD-111/DM-9, DD-444, DD-694, FFG-61)
- USS Inman ()
- USS Ino ()
- USS Instill (AM-252)
- USS Insurgent (1799)
- USS Integrity (AGOS-24)
- USS Intelligent Whale (1869)
- USS Intensity (PG-93)
- USS Interceptor (AGR-8)
- USS Interdictor (AGR-13)
- USS Interpreter (AGR-14)
- USS Interrupter (AGR-15)
- USS Intrepid (1798, 1874, 1904, CV-11)
- USS Intrigue (AM-253)
- USS Invade (AM-254)
- USS Inver ()
- USS Investigator (AGR-9)
- USS Invincible (SP-3671, AGM-24, AGOS-10)

## Io-Ir
- USS Iolanda (AKS-14)
- USS Iolite (PYc-24, PYc-41)
- USS Iona (, )
- USS Ionie ()
- USS Ionita ()
- USS Iosco ()
- USS Iowa (1864, BB-4, BB-53, BB-61)
- USS Iowan (SP-3002)
- USS Ipswich ()
- USS Ira Jeffery (APD-44)
- USS Iredell (APA-242)
- USS Iredell County (LST-839)
- USS Irene Forsyte (IX-93)
- USS Irex (SS-482)
- USS Iris (1847, 1863, 1865, 1885, 1897)
- USS Iro ()
- USS Iron Age ()
- USS Iron County (LST-840)
- USS Ironsides Jr. ()
- USS Ironwood ()
- USS Iroquois (, )
- USS Irwin (DD-794)

## Is-Iz
- USS Isaac N. Seymour (1860)
- USS Isaac Smith (1851)
- USS Isabel (SP-521/PY-10)
- USS Isabela (1911, SP-1035)
- USS Isanti (1918, SP-3423)
- USS Isherwood (DD-284, DD-520)
- USS Isilda (1861)
- USS Isis (1902)
- USS Isla de Cuba (1886)
- USS Isla de Luzon (1887)
- USS Island Belle (1861)
- USS Isle of Surry (SP-1860)
- USS Isle Royale (AD-29)
- USS Isonomia (1864)
- USS Israel (DD-98)
- USS Itara (YTB-391)
- USS Itasca (1861, SP-810)
- USS Itasca II (SP-803)
- USS Itty E. (SP-952)
- USS Iuka (1864, AT-37, ATR-45)
- USS Ivy (1862, 1891, 1917)
- USS Iwana (YT-2, YT-272)
- USS Iwo Jima (CV-46, LPH-2, LHD-7)
- USS Izard (DD-589)